# Road Warrior Animal
Joseph Aaron "Joe" Laurinaitis (12 de Setembro de 1960 — 23 de Setembro de 2020), mais conhecido pelo seu ring name Road Warrior Animal, foi um lutador de wrestling profissional estadunidense. Junto com Road Warrior Hawk, Animal foi um membro do tag team conhecido como Road Warriors. Joseph é irmão do  ex-general manager do RAW, John Laurinaitis.

## Carreira no wrestling
- Treinamento em Circuitos Independentes (1982-1988)
- National Wrestling Alliance (1988-1990)
- World Wrestling Federation (1990-1992, 1997-1998)
- World Championship Wrestling (1993, 1996, 2000-2001)
- Total Nonstop Action Wrestling (2002-2003, 2007)
- WWE (ex-WWF) (2003-2006 ; retornou em 2012)
- All Japan Pro Wrestling (2007-2020)